# E-Model
O E-model é um modelo de medição que mede directamente transmissões degenerativas e depois prediz que qualidade de voz irá resultar dessas transmissões.

## Funcionamento
O E-model, fornece um modelo computacional útil para análises preditivas.
Tem como equação básica "R = Ro – Is – Id – Ie + A", que significa:
- R – Factor da taxa de transmissão.
- Ro – Relação básica sinal-ruído.
- Is – Factor degenerativo simultâneo. Resulta de transmissões degenerativas causadas por uma distorção quantificada.
- Id – Factor degenerativo de atraso. Resulta de transmissões degenerativas resultantes de atrasos na rede.
- Ie – Factor degenerativo de equipamentos. Resulta de transmissões degenerativas causadas por codificadores de taxa reduzida de bits e pelas perdas de frames no codificador.
- A – Factor de expectativa – Factor de correcção que ajusta a qualidade percepcionada baseada na expectativa do utilizador. Ou seja, por exemplo, se utilizadores estão cientes de que estão a comunicar com uma localização de difícil alcance através de comunicações por satélite multi-hop, serão mais tolerantes com as degenerações devido a longos atrasos.

Assim que as transmissões degenerativas numa rede IP forem medidas, o E-Model poderá ser usado para calcular o factor de taxa de transmissão que poderá então ser transformada para o modelo MOS (Mean Opinion Score) de acordo com as seguintes equações:
Para R < 0:
MOS = 1
Para 0 < R < 100
MOS = 1 + 0.035R + 7R x (R-60) x (100-R) x 10e-6
Para R > 100
MOS = 4.5